# Bát đế
Bài này viết về một thuật ngữ trong Phật giáo. Các nghĩa khác xem Bát đế (định hướng).
Bát đế (zh. bādì 八諦, ja. hachitai), là tám sự thật, tám chân lý, còn gọi là Bát thánh đế. Được phân thành hai loại:
I. Như được dạy trong kinh Thắng Man (sa. śrīmālā-sūtra), số 8 có được là do sự hợp thành của 2 cách giải thích Tứ diệu đế, gọi là Hữu tác tứ đế (zh. 有作四諦) và Vô tác tứ đế (無作四諦). Loại trước được hiểu một cách không hoàn chỉnh bởi hàng Nhị thừa; loại sau là nhận thức đúng đắn của hàng Bồ Tát (theo phẩm Pháp thân trong kinh Thắng Man, Nhân vương bát-nhã kinh sớ, quyển 3 勝鬘經法身品, 仁王般若經疏卷三);
II. Như được dạy trong Du-già sư địa luận (sa. yogācārabhūmi-śāstra):
1. Hành khổ đế (zh. 行苦諦): các pháp hữu vi sinh khởi, đoạn diệt không ngừng;
2. Hoại khổ đế (zh. 壞苦諦): chúng sinh đau khổ vì các pháp mình ưa thích bị tan hoại;
3. Khổ khổ đế (zh. 苦苦諦): thường phải gặp điều không ưa thích;
4. Lưu chuyển đế (zh. 流轉諦): là phần đoạn sinh tử (分段生死);
5. Lưu tức đế (zh. 流息諦): tức Niết-bàn;
6. Tạp nhiễm đế (zh. 雜染諦): là phiền não (zh. 煩惱);
7. Thanh tịnh đế (zh. 清淨諦): khi đã giải trừ được phiền não, nhận rõ bản tính (thanh tịnh) vô vi của mình;
8. Chính phương tiện đế (zh. 正方便諦)

(Theo Du-già sư địa luận, quyển 46. Đại thừa pháp uyển nghĩa lâm chương)